# Ифугао (язык)
Ифугао или Батад — один из малайско-полинезийских языков, язык народа ифугао на Филиппинах. Входит в группу севернолусонских языков и является близким родственником языков бонток и канканаэй. Состоит из нескольких диалектов, из которых четыре основных — в частности тували — иногда считаются отдельными языками.

## Диалекты
Ethnologue выделяет следующие области бытования 4 диалектов ифугао.
- Амганад: муниципалитеты Хунгдуан[англ.] и Банауэ[англ.] провинции Ифугао, а также юго-запад Горной провинции. 27100 носителей по состоянию на 2000 г. Включает диалекты Burnay Ifugao и Banaue Ifugao.
- Батад (Ayangan Ifugao): центральная часть провинции Ифугао. Также часть носителей живёт в провинции Исабела. 10100 носителей в 2002 г.
- Маяояу (Mayaoyaw): провинция Ифугао, (север муниципалитета Майойао[англ.], муниципалитеты Агинальдо[англ.] и Альфонсо-Листа[англ.]) и Горная провинция (две небольшие пограничные территории). 30000 говорящих в 2007 г.
- Тували (Gilipanes, Ifugaw, Kiangan Ifugao, Quiangan, Tuwali): южная часть провинции Ифугао. 30000 носителей в 2000 г. Включает диалекты хапао, хунгдуан и лагаве.

## Письменность
Унифицированный алфавит ифугао состоит из 17 букв и одного диграфа: A a, B b, K k, D d, E e, G g, H h, I i, L l, M m, N n, Ng ng, O o, P p, T t, U u, W w, Y y. Буквы могут читаться по-разному в зависимости от диалекта.

## Особенности лексического состава
Культура ифугао тесно связана с выращиванием и обработкой риса, и поэтому в языке в большом количестве представлена лексика, связанная с рисоводством. В языке ифугао представлено 27 разных обозначений сосудов для хранения рисового вина и 130 выражений, обозначающих разные формы аренды рисовых полей.
В настоящее время исконная лексика ифугао замещается заимствованиями из других языков, таких как илоканский.